# تريفينيلين
تريفينيلين هو هيدروكربون عطري متعدد الحلقات له الصيغة الكيميائية C18H12، ويكون على شكل بلورات بيضاء إلى صفراء فاتحة اللون.
يتألف التريفينيلين بنيوياً من اندماج أربع حلقات بنزين بشكل مركزي.

## الوفرة الطبيعية
يوجد تريفينيلين طبيعياً في قطران الفحم وفي مشتقات الوقود الأحفوري الثقيلة.
يمكن التحضير مخبرياً بإجراء طريقة محور من تفاعل هوارث انطلاقاً من تفاعل مركب أنهيدريد السكسينيك مع مركب من مركبات غرينيار وهو 9-فينانثريل بروميد المغنسيوم، ثم بإجراء تفاعل تحلق باستخدام فلوريد الهيدروجين. كما توجد طرق أخرى أيضاً للتحضير؛ ينطلق أغلبها من مركب حلقي الهكسانون ابتداءً.

## الخواص
يوجد المركب على شكل بلورات بيضاء إلى صفراء فاتحة اللون، وهي ضعيفة الانحلال في الماء، لكنها تذوب بسهولة في المذيبات العضوية مثل الإيثانول والبنزين والكلوروفورم.

## الاستخدامات
تستخدم مشتقات من مركب في تركيب البلورات السائلة.